# Джузеппе Сіньйорі
Джузе́ппе Сіньйо́рі (італ. Giuseppe Signori; нар. 17 лютого 1968, Альцано-Ломбардо) — колишній італійський футболіст, нападник. По завершенні ігрової кар'єри — спортивний функціонер.

## Клубна кар'єра
Вихованець футбольної школи клубу «Інтернаціонале».
У дорослому футболі дебютував 1984 року виступами за команду нижчолігового клубу «Леффе», в якій провів два сезони, взявши участь у 38 матчах чемпіонату.
Згодом з 1986 по 1992 рік грав у складі команд клубів «П'яченца», «Тренто» та «Фоджа».
Своєю грою за останню команду привернув увагу представників тренерського штабу клубу «Лаціо», до складу якого приєднався 1992 року. Відіграв за «біло-блакитних» наступні шість сезонів своєї ігрової кар'єри. Більшість часу, проведеного у складі «Лаціо», був основним гравцем атакувальної ланки команди. У складі «Лаціо» був одним з головних бомбардирів, маючи середню результативність на рівні 0,7 голу за гру першості. За цей час виборов титул володаря Кубка Італії.
Протягом 1998—2005 років захищав кольори клубів «Сампдорія», «Болонья», а також грецького «Іракліса». В складі «Болоньї» виборював Кубок Інтертото.
Завершив професійну ігрову кар'єру в угорському клубі «Шопрон», за команду якого виступав протягом 2005—2006 років.

## Виступи за збірну
1992 року дебютував в офіційних матчах у складі національної збірної Італії. Протягом кар'єри у національній команді, яка тривала 4 роки, провів у формі головної команди країни 28 матчів, забивши 7 голів. У складі збірної був учасником чемпіонату світу 1994 року у США, де разом з командою здобув «срібло».
| Дата       | Місто      | Господарі  | Результат  | Гості      | Турнір                | Голи | Примітки         |
| ---------- | ---------- | ---------- | ---------- | ---------- | --------------------- | ---- | ---------------- |
| 31/05/1992 | Нью-Гейвен | Італія     | 0 – 0      | Португалія | USA Cup               | -    | вийшов на 81'    |
| 04/06/1992 | Бостон     | Італія     | 2 – 0      | Ірландія   | USA Cup               | 1    |                  |
| 06/06/1992 | Чикаго     | США        | 1 – 1      | Італія     | USA Cup               | -    |                  |
| 09/09/1992 | Ейндговен  | Нідерланди | 2 – 3      | Італія     | товариський матч      | -    | вийшов на 78'    |
| 18/11/1992 | Глазго     | Шотландія  | 0 – 0      | Італія     | Відбір до ЧС 1994     | -    | замінений на 66' |
| 19/12/1992 | Валетта    | Мальта     | 1 – 2      | Італія     | Відбір до ЧС 1994     | 1    |                  |
| 20/01/1993 | Флоренція  | Італія     | 2 – 0      | Мексика    | товариський матч      | -    |                  |
| 24/02/1993 | Порту      | Португалія | 1 – 3      | Італія     | Відбір до ЧС 1994     | -    |                  |
| 24/03/1993 | Палермо    | Італія     | 6 – 1      | Мальта     | Відбір до ЧС 1994     | 1    |                  |
| 14/04/1993 | Трієст     | Італія     | 2 – 0      | Естонія    | Відбір до ЧС 1994     | 1    |                  |
| 01/05/1993 | Берн       | Швейцарія  | 1 – 0      | Італія     | Відбір до ЧС 1994     | -    |                  |
| 17/11/1993 | Мілан      | Італія     | 1 – 0      | Португалія | Відбір до ЧС 1994     | -    | замінений на 76' |
| 23/03/1994 | Штутгарт   | Німеччина  | 2 – 1      | Італія     | товариський матч      | -    |                  |
| 27/05/1994 | Парма      | Італія     | 2 – 0      | Фінляндія  | товариський матч      | 1    |                  |
| 03/06/1994 | Рим        | Італія     | 1 – 0      | Швейцарія  | товариський матч      | 1    | замінений на 45' |
| 11/06/1994 | Нью-Гейвен | Італія     | 1 – 0      | Коста-Рика | товариський матч      | 1    |                  |
| 18/06/1994 | Нью-Йорк   | Італія     | 0 – 1      | Ірландія   | ЧС 1994 - 1-й етап    | -    | замінений на 84' |
| 23/06/1994 | Нью-Йорк   | Італія     | 1 – 0      | Норвегія   | ЧС 1994 - 1-й етап    | -    |                  |
| 28/06/1994 | Вашингтон  | Італія     | 1 – 1      | Мексика    | ЧС 1994 - 1-й етап    | -    |                  |
| 05/07/1994 | Бостон     | Нігерія    | 1 – 2 д.ч. | Італія     | ЧС 1994 - 1/8 фіналу  | -    | замінений на 63' |
| 09/07/1994 | Бостон     | Італія     | 2 – 1      | Іспанія    | ЧС 1994 - чвертьфінал | -    | вийшов на 46'    |
| 13/07/1994 | Нью-Йорк   | Італія     | 2 – 1      | Болгарія   | ЧС 1994 - півфінал    | -    | вийшов на 71'    |
| 07/09/1994 | Марибор    | Словенія   | 1 – 1      | Італія     | Відбір до ЧЄ 1996     | -    |                  |
| 08/10/1994 | Таллінн    | Естонія    | 0 – 2      | Італія     | Відбір до ЧЄ 1996     | -    |                  |
| 21/12/1994 | Пескара    | Італія     | 3 – 1      | Туреччина  | товариський матч      | -    |                  |
| 19/06/1995 | Лозанна    | Швейцарія  | 0 – 1      | Італія     | товариський турнір    | -    |                  |
| 21/06/1995 | Цюрих      | Італія     | 0 – 2      | Німеччина  | товариський турнір    | -    | вийшов на 65'    |
| 06/09/1995 | Удіне      | Італія     | 1 – 0      | Словенія   | Відбір до ЧЄ 1996     | -    | вийшов на 46'    |
| Усього     |            | Матчів     | 28         |            | Голів                 | 7    |                  |

## Титули і досягнення

### Командні
- Володар Кубка Італії (1):

«Лаціо»: 1997–98
- Володар Кубка Інтертото (1):

«Болонья»: 1998
- Віце-чемпіон світу: 1994

### Особисті
- Найкращий бомбардир Серії A (3):

1992–93 (26)
1993–94 (23)
1995–96 (24)
- Футболіст року в Італії (Guerin Sportivo) (1):

1993
2004
- Найкращий бомбардир розіграшу Кубка Італії (2):

1992–93 (6)
1997–98 (6)